# Ferdinand II (roi de Portugal)
Pour les articles homonymes, voir Ferdinand de Portugal.
Ferdinand II de Portugal, prince de Saxe-Cobourg-Gotha, né le 29 octobre 1816 à Vienne (Empire d'Autriche) et mort le 15 décembre 1885 à Lisbonne (Portugal), est roi de Portugal (jure uxoris) de 1837 à 1853, de par son mariage avec la reine Marie II de Portugal, et fonde ainsi la troisième maison de Bragance avec sa première épouse. Il est régent après le décès de cette dernière pour leur fils aîné, Pierre V.
Il crée le palais de Pena d'architecture éclectique ainsi que son parc ombragé. Au Portugal, il est connu comme le « Roi Artiste ».

## Biographie

### Origines
Fils aîné de Ferdinand de Saxe-Cobourg-Gotha et d'Antoinette de Koháry, Ferdinand Augustus Francis Anthony, prince de Saxe-Cobourg-Gotha est le neveu du roi Léopold Ier et le cousin germain de la reine Victoria et de son époux (cousin) Albert de Saxe-Cobourg-Gotha.

### Roi de Portugal
Le 9 avril 1836, Ferdinand de Saxe-Cobourg-Gotha épouse la reine de Portugal Marie II, fille de Pierre IV et veuve en premières noces d'Auguste de Leuchtenberg. Il devient alors prince consort. Après la naissance de son fils aîné en 1837, il devient roi de Portugal jure uxoris sous le nom de Ferdinand II, en vertu de la loi portugaise.
De cette union naissent onze enfants :
- Pierre (1837-1861), succède à sa mère et à son père, épouse en 1858 Stéphanie de Hohenzollern-Sigmaringen (1837-1858)
- Louis (1838-1889) succède à son frère aîné, épouse en 1862 Marie-Pie d'Italie (1847-1911) (postérité)
- Marie (née et morte le 4 octobre 1840)
- Jean (1842-1861), duc de Beja
- Marie-Anne (1843-1884), en 1859 elle épouse son cousin le prince Georges Ier qui succède à son frère en 1902. Elle est la mère du dernier roi de Saxe et la grand-mère de l'empereur Charles Ier.
- Antónia (1845-1913), qui épouse en 1861 le prince Léopold de Hohenzollern-Sigmaringen et qui est la mère du roi Ferdinand Ier
- Ferdinand (1846-1861)
- Auguste (1847-1889), duc de Coimbra
- Léopold (né et mort le 7 mai 1849)
- Maria da Gloria (née et morte le 3 février 1851)
- Eugène (né et mort le 15 novembre 1853)

Devenu veuf après la mort en couche de son épouse Marie le 15 novembre 1853, il perd la couronne mais assure la régence jusqu'au 16 novembre 1855, date de la majorité de son fils Pierre V. En 1858, le jeune roi Pierre V épouse avec le bénédiction de la reine d'Angleterre, la princesse Stéphanie de Hohenzollern-Sigmaringen. Le couple n'a pas d'enfants. A l'automne 1861, les fils du roi sont victimes d'une épidémie de choléra et de diphtérie. Le jeune roi et deux de ses frères meurent entre le 6 novembre et le 27 décembre. Le second fils de l'ancien roi ceint la couronne sous le nom de Louis Ier. Le benjamin des enfants survit. Face au risque d'une extinction de la dynastie, la chambre vote une loi rendant aux filles du roi leurs droits au trône et, si besoin, confiant la régence à l'ancien roi jure uxoris. 

### Après règne

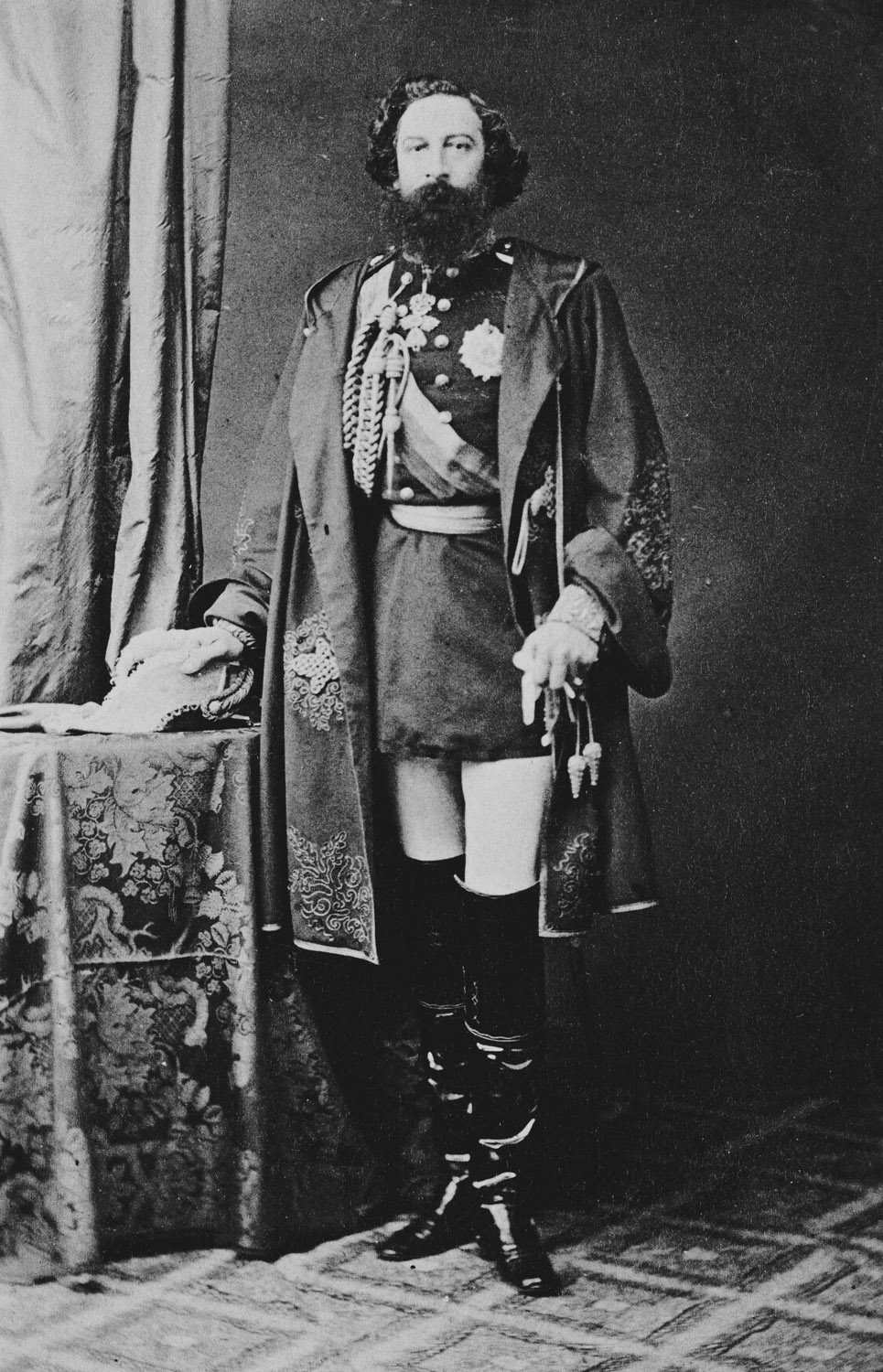
L'ancien roi de Portugal Ferdinand II, en 1861.

L'ancien roi de Portugal jure uxoris est présenté d'autorité par la Grande-Bretagne comme candidat au trône de Grèce en 1862, ce qu'il refuse avec énergie, préférant se consacrer à l'art et à sa vie privée. De même, il refuse la couronne espagnole en 1869.
En effet, Ferdinand II épouse morganatiquement le 10 juin 1869 une cantatrice suisse, Elisa Hensler, laquelle est titrée comtesse d'Edla par son cousin  le duc Ernest II de Saxe-Cobourg-Gotha. Le couple vit au palais de la Pena.
Depuis l'âge de 60 ans, Ferdinand souffre d'un cancer du visage qui le défigure gravement et l'éloigne de la vie publique. Le 12 décembre 1885, à cause de la diplopie causée par la tumeur, il trébuche en descendant les escaliers menant au foyer du Teatro de São Carlos, se cognant violemment la tête contre un mur et tombe inconscient, mourant trois jours après. Dans son testament, il laisse presque tous ses biens à sa deuxième épouse, ce qui provoque un scandale public.
Il repose à côté de Marie II, sa première épouse, au panthéon royal des Bragance, à São Vicente de Fora, Lisbonne.

## Titulature
- 1816-1826 : Son Altesse Sérénissime le prince Ferdinand de Saxe-Cobourg-Saalfeld ;
- 1826-1836 : Son Altesse Sérénissime le prince Ferdinand de Saxe-Cobourg et Gotha ;
- 1836-1837 : Son Altesse Royale le prince consort ;
- 1837-1853 : Sa Majesté Très Fidèle le roi (de Portugal et des Algarves de chaque côté de la mer en Afrique, duc de Guinée et de la conquête, de la navigation et du commerce d'Éthiopie, d'Arabie, de Perse et d'Inde par la grâce de Dieu) ;
- 1853-1885 : Sa Majesté Très Fidèle le roi don Ferdinand II.

## Sources
- Généalogie des rois et des princes de Jean-Charles Volkmann Edit. Jean-Paul Gisserot (1998)
- (pt) Lopes, Maria Antónia, D. Fernando II : um rei avesso à política, Lisbonne, Temas e Debates, 2016, 463 p. (ISBN 978-989-644-427-3)